# Ceferino Araujo
Ceferino Araujo Sánchez (Santander, 1824-Madrid, octubre de 1897) fue un pintor, crítico de arte, coleccionista y restaurador de cuadros español.
Alumno de Carlos de Haes en la Escuela Superior de Pintura de la Real Academia de Bellas Artes de San Fernando (Madrid). Participó en las Exposiciones Nacionales de 1858, 1860, 1862 y 1866.
Laborioso historiador del arte, Araujo es autor de dos tratados de temprana crítica museística sobre el Museo del Prado (uno de ellos dentro de su ópera máxima: Los museos de España publicada en 1875), y de monografías sobre Goya y Palmaroli. Como periodista, firmó numerosas colaboraciones en periódicos y revistas artísticas de su época, como La Ilustración Española y Americana, El Arte en España, La España Moderna, El Día, La Revista de Bellas Artes y la Revista de Archivos y Museos.
El Museo del Prado guarda algunos paisajes suyos y un retrato realizado por Léon-Joseph Bonnat, probablemente en 1864.

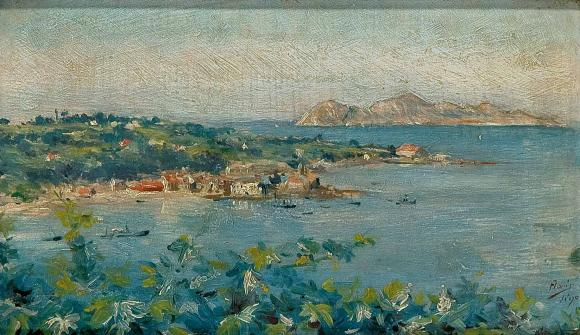
Vigo (Islas Cíes) (boceto al óleo).

## Ensayos
- Los museos de España, Madrid, 1875;
- «El Museo del Prado», conferencia pronunciada el 8 de mayo de 1888 en el Ateneo de Madrid. Manuscrito conservado en la Biblioteca del Museo del Prado.
- Goya y su época, Madrid, 1896;
- Palmaroli y su tiempo, Madrid, 1897;